# 볼로냐역
볼로냐역(이탈리아어: Bologna)은 로마 지하철 B선의 역이다. XXI 아프릴레 대로 (viale XXI Aprile), 리보르노 가 (via Livorno), 미켈레 디 란도 가 (via Michele di Lando), 로렌초 일 마니피코 가 (via Lorenzo il Magnifico), 프로빈체 대로 (viale delle Province), 삼부쿠초 달란도 가 (via Sambucuccio d'alando), 라벤나 가 (via Ravenna)의 교차점인 볼로냐 광장 지하에 위치해 있다. 1990년 12월에 문을 열었다.역의 홀에는 주세페 우치니와 비토리오 마티노 (이탈리아), 카를 게르스트너 (스위스), 울리흐 에르벤 (독일)이 만든 아르테메트로 로마 상의 모자이크가 있다. 2005년 10월에는 B선의 지선인 B1선 건설 공사에 포함되기도 했다.

## 교통
이 역을 종점으로 하는 간선 버스: 309, 445;
간선 버스: 61, 62, 310, 542 (평일과 주말)
근교 버스 (카타니아 가 방향): 490, 495, 649;
야간 버스: n2, n2L, n13.

## 역 주변
- 볼로냐 광장
  - 피아자 볼로냐 우체국 (Post office of piazza Bologna – Mario Ridolfi (1933-35))
- 산타녜세 푸오리 레 무라 성당
  - 산타 코스탄차의 무덤 (mausoleum of Santa Costanza)
- 토를로니아 별장 (Villa Torlonia)
  - 카지나 델레 치베테 박물관 (Museo Casina delle Civette)
  - 유대인 지하 무덤 Jewish catacombs
- 리코티 별장 (Villa Ricotti)
- 산틀리폴리토 교회 Chiesa di Sant'Ippolito

## 시설
이 역에는 다음과 같은 시설이 있다.
- 매표소
- 장애인 전용 승차시설
- 엘레베이터
- 에스컬레이터